# Fofinha (slak)
Fofinha is een geslacht van weekdieren uit de klasse van de Gastropoda (slakken).

## Soort
- Fofinha cabrerae Moro & Ortea, 2015